# Herbert Berghof
Herbert Berghof (13 de septiembre de 1909, Viena, Austria-5 de noviembre de 1990, Nueva York) fue un actor, director, escritor y eminente maestro de actores, austríaco naturalizado estadounidense.

## Biografía
Hijo de Regina y Paul Berghof se graduó en la Universidad de Viena y en la Academia Estatal de Arte Dramático donde fue alumno de Max Reinhardt.
Actuó con el teatro de repertorio de St. Gallen suizo, en Zúrich, Berlín, Salzburgo y en el Volkstheater de Viena. Cuando los nazis anexaron Austria, Berghof huyó de Viena, arribando a Nueva York en 1939 donde se unió a Erwin Piscator en La Nueva Escuela o The New School for Social Research del Bajo Manhattan. También enseñó en la Universidad de Columbia.
Debutó en Broadway en un show para exiliados austriacos llamado Desde Viena. Posteriormente Berghof en Broadway actuó, entre otros, en The Man Who Had All the Luck de Arthur Miller, Oklahoma!, Miss Liberty, Hedda Gabler con Eva Le Gallienne, Espectros, The Deep Blue Sea, The Andersonville Trial, dirigido por José Ferrer con George C. Scott, Tovarich con Uta Hagen y In the Matter of J. Robert Oppenheimer. 
Dirigió Poor Murderer de Pavel Kohout y el estreno americano de Esperando a Godot, con Bert Lahr, E.G. Marshall, Alvin Epstein y Kurt Kasznar, La máquina infernal de Jean Cocteau y en 1980 Charlotte para Uta Hagen.
Actuó muy poco en cine, preferiblemente papeles de carácter en Red Planet Mars (1952) y décadas después en Harry y Tonto (1974), de Paul Mazursky como 'Jacob Rivetowski'.
Inicialmente se unió al Actors Studio pero se alejó ante diferencias teóricas de la utilización del método actoral de Konstantin Stanislavski cuando su enfoque cambió a enfatizar acciones por sobre pensamiento y reacción.
Consternado ante la irregularidad y falta de trabajo de los actores americanos, a diferencia del sistema de repertorio europeo, Berghof fundó el HB Studio en 1945, al que se unió luego su futura esposa, la actriz alemana Uta Hagen. Ambos crearon un ámbito para actores donde podían experimentar y actuar a bajo costo con total libertad creativa. En el Estudio HB en Greenwich Village se contaron entre sus alumnos Geraldine Page, Fritz Weaver, Anne Bancroft, Robert De Niro, Matthew Broderick, Christine Lahti, Marsha Mason, Jason Robards, Sigourney Weaver, Liza Minnelli, Fred Ward, Jeff Bridges, Whoopi Goldberg, Jack Lemmon, Debbie Allen, Jaime Sánchez y Al Pacino. En 1963, con el dinero ganado en la película Cleopatra, compró el espacio adyacente en el 124 Bank Street del Greenwich Village donde fundó su teatro y fundación HB Playwrights Foundation.
A Berghof le disgustaba discutir su profesión, una vez dijo No me gusta explicar mi trabajo. Prefiero escuchar la reacción de la audiencia, prefiero ser entendido a través de mi trabajo más que de mis palabras
Murió de una dolencia cardíaca en su residencia de Nueva York a los 81 años.